# Valerij Lobanovskyj
Valerij Vasyljovyč Lobanovskij, ukrajinsky Валерій Васильович Лобановський (6. ledna 1939, Kyjev – 13. května 2002, Záporoží) byl ukrajinský fotbalový trenér, tvůrce úspěchů Dynama Kyjev 70. a 80. let 20. století a dlouholetý trenér sovětské fotbalové reprezentace, kterou dovedl ke 2. místu na Euru 88.

## Fotbalová kariéra
Začínal jako fotbalista, hrál za ukrajinské kluby Dynamo Kyjev (144 ligových utkání, 42 branek, mistrovský titul 1961, sovětský pohár 1964), Černomorec Oděsa a Šachťar Doněck. Dvakrát také nastoupil v reprezentaci Sovětského svazu.
Svých největších úspěchů však dosáhl až jako trenér. Na lavičku usedl hned po skončení hráčské kariéry, nejprve v klubu Dnipro Dnipropetrovsk (1969–1973), avšak poté se na dlouhých 16 let (1974–1990) ujal vedení mužstva Dynamo Kyjev. Vytvořil nejlepší sovětské mužstvo své doby i všech dob, osmkrát s ním vybojoval sovětský titul (1974, 1975, 1977, 1980, 1981, 1985, 1986, 1990), šestkrát sovětský pohár (1974, 1978, 1982, 1985, 1987, 1990), ale především dvakrát Pohár vítězů pohárů (1975, 1986), v té době druhou nejprestižnější pohárovou soutěž Evropy. Největší sílu mělo mužstvo v polovině 70. let (vůdčí roli v něm hrál Oleg Blochin), kdy k Poháru vítězů dokázalo vybojovat i evropský Superpohár.
Jak bývalo v sovětském sportu zvykem, Lobanovskij jako trenér nejsilnějšího domácího týmu se několikrát ujal i řízení sovětské fotbalové reprezentace (1975–1976, 1982–1983, 1986–1990). Při prvním reprezentačním angažmá vybojoval bronzovou medaili na letních olympijských hrách roku 1976. Při třetím pak získal stříbrnou medaili na mistrovství Evropy 1988 a vedl tým na mistrovství světa 1986 (kde sborná ztroskotala v osmifinále) a na mistrovství světa 1990. Pád Sovětského svazu pro něj znamenal konec vrcholu jeho kariéry.
Vedl poté ještě reprezentaci Spojených arabských emirátů (1990–1993), Kuvajtu (1994–1996) a těsně před smrtí krátce i samostatné Ukrajiny (2000-2001). Vrátil se rovněž na lavičku svého Dynama Kyjev (1997-2002), vyhrál s ním pětkrát po sobě ukrajinský titul (1997, 1998, 1999, 2000, 2001), avšak v Evropě se mu na slavnou éru z časů SSSR již plně navázat nepodařilo (byť senzační porážka Barcelony 4:0 z roku 1997 vstoupila do historie). Ovšem objevil a vychoval v této éře jednu z největších hvězd evropského fotbalu, držitele Zlatého míče Andrije Ševčenka. V minulosti podobně vycepoval proslulými tvrdými trenérskými metodami k nadstandardním výkonům Blochina (Zlatý míč 1975) i Ihora Belanova (Zlatý míč 1986).
Stadión Dynama Kyjev dnes nese jeho jméno. Když krátce po jeho smrti roku 2003 AC Milan vyhrál Ligu mistrů se Ševčenkem v sestavě, Ševčenko vzápětí odjel na Ukrajinu a svou medaili odevzdal na hrob svého učitele Lobanovského na hřbitově Baikove v Kyjevě.